# Dicranomyia terraenovae
Dicranomyia terraenovae är en tvåvingeart som beskrevs av Alexander 1920. Dicranomyia terraenovae ingår i släktet Dicranomyia och familjen småharkrankar. Arten är reproducerande i Sverige. Inga underarter finns listade i Catalogue of Life.